# Mayo-Boneye
Mayo-Boneye là một tỉnh của Chad ở vùng Mayo-Kebbi Est, một vùng của Chad với thủ phủ là Bongor.

## Hành chính
Tỉnh gồm 7 phó tỉnh (sous-préfectures):
- Bongor
- Gam
- Kim
- Koyom
- Moulkou
- Rigaza
- Samga